# LCK mùa giải 2022
LCK mùa giải 2022 là mùa giải thứ 11 của League of Legends Champions Korea (LCK), giải đấu thể thao điện tử chuyên nghiệp của Hàn Quốc dành cho bộ môn Liên Minh Huyền Thoại. Mùa giải được chia làm 2 giai đoạn: Mùa Xuân và Mùa Hè. Giải Mùa Xuân sẽ bắt đầu vào ngày 12 tháng 1 và kết thúc với trận chung kết tổng vào ngày 2 tháng 4 năm 2022. Giải Mùa Hè bắt đầu vào ngày 15 tháng 6 và kết thúc với trận chung kết tổng vào ngày 28 tháng 8 năm 2022.
Đội vô địch giải Mùa Xuân,T1 đủ điều kiện tham dự Mid-Season Invitational 2022. Gen.G vô địch giải Mùa Hè, trực tiếp giúp họ đủ điều kiện tham dự Chung kết thế giới 2022. T1 đủ điều kiện tham dự Chung kết thế giới 2022 thông qua điểm tích lũy, trong khi cả DRX và DWG KIA cũng đủ điều kiện tham dự Chung kết thế giới 2022 thông qua vòng loại khu vực.

## Giải Mùa Xuân
Vòng bảng của Giải Mùa Xuân diễn ra từ ngày 12 tháng 1 đến ngày 20 tháng 3 năm 2022. Sáu đội đứng đầu vòng bảng sẽ tiến vào vòng loại trực tiếp, diễn ra từ ngày 23 tháng 3 đến ngày 2 tháng 4 năm 2022. Đội đứng đầu vòng loại trực tiếp đủ điều kiện tham dự Mid-Season Invitational 2022.

### Vòng bảng
| VT | Đội                 | ST | T  | B  | HS  | Giành quyền tham dự         |
| -- | ------------------- | -- | -- | -- | --- | --------------------------- |
| 1  | T1                  | 18 | 18 | 0  | +29 | Lọt vào bán kết nhánh thắng |
| 2  | Gen.G               | 18 | 15 | 3  | +18 | Lọt vào bán kết nhánh thắng |
| 3  | DWG KIA             | 18 | 11 | 7  | +12 | Lọt vào tứ kết nhánh thắng  |
| 4  | DRX                 | 18 | 11 | 7  | +3  | Lọt vào tứ kết nhánh thắng  |
| 5  | Kwangdong Freecs    | 18 | 8  | 10 | -3  | Lọt vào tứ kết nhánh thắng  |
| 6  | Fredit Brion        | 18 | 8  | 10 | -3  | Lọt vào tứ kết nhánh thắng  |
| 7  | KT Rolster          | 18 | 7  | 11 | -5  |                             |
| 8  | Nongshim RedForce   | 18 | 5  | 13 | -13 |                             |
| 9  | Liiv Sandbox        | 18 | 4  | 14 | -19 |                             |
| 10 | Hanwha Life Esports | 18 | 3  | 15 | -19 |                             |

### Vòng loại trực tiếp
|  |        |                  |        |                           |                           |                           |         |         |       |       |           |           |           |  |  |  |  |  |  |  |  |  |  |
|  | Tứ kết | Tứ kết           | Tứ kết |                           |                           | Bán kết                   | Bán kết | Bán kết |       |       | Chung kết | Chung kết | Chung kết |  |  |  |  |  |  |  |  |  |  |
|  | Tứ kết | Tứ kết           | Tứ kết |                           |                           | Bán kết                   | Bán kết | Bán kết |       |       | Chung kết | Chung kết | Chung kết |  |  |  |  |  |  |  |  |  |  |
|  |        |                  |        |                           |                           |                           |         |         |       |       |           |           |           |  |  |  |  |  |  |  |  |  |  |
|  |        |                  |        |                           |                           |                           |         |         |       |       |           |           |           |  |  |  |  |  |  |  |  |  |  |
|  |        |                  |        | 1                         | T1                        | 3                         |         |         |       |       |           |           |           |  |  |  |  |  |  |  |  |  |  |
|  |        |                  |        | 1                         | T1                        | 3                         |         |         |       |       |           |           |           |  |  |  |  |  |  |  |  |  |  |
|  | 3      | DWG KIA          | 3      |                           | Kwangdong Freecs          | 0                         |         |         |       |       |           |           |           |  |  |  |  |  |  |  |  |  |  |
|  | 3      | DWG KIA          | 3      |                           | Kwangdong Freecs          | 0                         |         |         |       |       |           |           |           |  |  |  |  |  |  |  |  |  |  |
|  | 6      | Fredit Brion     | 0      |                           |                           |                           | T1      | T1      | 3     |       |           |           |           |  |  |  |  |  |  |  |  |  |  |
|  | 6      | Fredit Brion     | 0      |                           |                           |                           | T1      | T1      | 3     |       |           |           |           |  |  |  |  |  |  |  |  |  |  |
|  |        |                  |        | Hạt giống #1 chọn đối thủ | Hạt giống #1 chọn đối thủ | Hạt giống #1 chọn đối thủ |         |         | Gen.G | Gen.G | 1         |           |           |  |  |  |  |  |  |  |  |  |  |
|  |        |                  |        | Hạt giống #1 chọn đối thủ | Hạt giống #1 chọn đối thủ | Hạt giống #1 chọn đối thủ |         |         | Gen.G | Gen.G | 1         |           |           |  |  |  |  |  |  |  |  |  |  |
|  |        |                  |        | 2                         | Gen.G                     | 3                         |         |         |       |       |           |           |           |  |  |  |  |  |  |  |  |  |  |
|  |        |                  |        | 2                         | Gen.G                     | 3                         |         |         |       |       |           |           |           |  |  |  |  |  |  |  |  |  |  |
|  | 4      | DRX              | 2      |                           | DWG KIA                   | 2                         |         |         |       |       |           |           |           |  |  |  |  |  |  |  |  |  |  |
|  | 4      | DRX              | 2      |                           | DWG KIA                   | 2                         |         |         |       |       |           |           |           |  |  |  |  |  |  |  |  |  |  |
|  | 5      | Kwangdong Freecs | 3      |                           |                           |                           |         |         |       |       |           |           |           |  |  |  |  |  |  |  |  |  |  |
|  | 5      | Kwangdong Freecs | 3      |                           |                           |                           |         |         |       |       |           |           |           |  |  |  |  |  |  |  |  |  |  |

Nguồn: LoL Esports

## Giải Mùa Hè
Vòng bảng của Giải Mùa Hè diễn ra từ ngày 15 tháng 6 đến ngày 14 tháng 8 năm 2022. Sáu đội đứng đầu vòng bảng sẽ tiến vào vòng loại trực tiếp, diễn ra từ ngày 17 đến ngày 28 tháng 8 năm 2022.

### Vòng bảng
| VT | Đội                 | ST | T  | B  | HS  | Giành quyền tham dự         |
| -- | ------------------- | -- | -- | -- | --- | --------------------------- |
| 1  | Gen.G               | 18 | 17 | 1  | +30 | Lọt vào bán kết nhánh thắng |
| 2  | T1                  | 18 | 15 | 3  | +18 | Lọt vào bán kết nhánh thắng |
| 3  | Liiv Sandbox        | 18 | 13 | 5  | +13 | Lọt vào tứ kết nhánh thắng  |
| 4  | DWG KIA             | 18 | 10 | 8  | +7  | Lọt vào tứ kết nhánh thắng  |
| 5  | KT Rolster          | 18 | 10 | 8  | +5  | Lọt vào tứ kết nhánh thắng  |
| 6  | DRX                 | 18 | 9  | 9  | -1  | Lọt vào tứ kết nhánh thắng  |
| 7  | Kwangdong Freecs    | 18 | 6  | 12 | -16 |                             |
| 8  | Nongshim RedForce   | 18 | 5  | 13 | -14 |                             |
| 9  | Fredit Brion        | 18 | 3  | 15 | -20 |                             |
| 10 | Hanwha Life Esports | 18 | 2  | 16 | -22 |                             |

### Vòng loại trực tiếp
|  |        |              |        |                           |                           |                           |         |         |    |    |           |           |           |  |  |  |  |  |  |  |  |  |  |
|  | Tứ kết | Tứ kết       | Tứ kết |                           |                           | Bán kết                   | Bán kết | Bán kết |    |    | Chung kết | Chung kết | Chung kết |  |  |  |  |  |  |  |  |  |  |
|  | Tứ kết | Tứ kết       | Tứ kết |                           |                           | Bán kết                   | Bán kết | Bán kết |    |    | Chung kết | Chung kết | Chung kết |  |  |  |  |  |  |  |  |  |  |
|  |        |              |        |                           |                           |                           |         |         |    |    |           |           |           |  |  |  |  |  |  |  |  |  |  |
|  |        |              |        |                           |                           |                           |         |         |    |    |           |           |           |  |  |  |  |  |  |  |  |  |  |
|  |        |              |        | 1                         | Gen.G                     | 3                         |         |         |    |    |           |           |           |  |  |  |  |  |  |  |  |  |  |
|  |        |              |        | 1                         | Gen.G                     | 3                         |         |         |    |    |           |           |           |  |  |  |  |  |  |  |  |  |  |
|  | 3      | Liiv Sandbox | 3      |                           | Liiv Sandbox              | 1                         |         |         |    |    |           |           |           |  |  |  |  |  |  |  |  |  |  |
|  | 3      | Liiv Sandbox | 3      |                           | Liiv Sandbox              | 1                         |         |         |    |    |           |           |           |  |  |  |  |  |  |  |  |  |  |
|  | 6      | DRX          | 1      |                           |                           |                           | Gen.G   | Gen.G   | 3  |    |           |           |           |  |  |  |  |  |  |  |  |  |  |
|  | 6      | DRX          | 1      |                           |                           |                           | Gen.G   | Gen.G   | 3  |    |           |           |           |  |  |  |  |  |  |  |  |  |  |
|  |        |              |        | Hạt giống #1 chọn đối thủ | Hạt giống #1 chọn đối thủ | Hạt giống #1 chọn đối thủ |         |         | T1 | T1 | 0         |           |           |  |  |  |  |  |  |  |  |  |  |
|  |        |              |        | Hạt giống #1 chọn đối thủ | Hạt giống #1 chọn đối thủ | Hạt giống #1 chọn đối thủ |         |         | T1 | T1 | 0         |           |           |  |  |  |  |  |  |  |  |  |  |
|  |        |              |        | 2                         | T1                        | 3                         |         |         |    |    |           |           |           |  |  |  |  |  |  |  |  |  |  |
|  |        |              |        | 2                         | T1                        | 3                         |         |         |    |    |           |           |           |  |  |  |  |  |  |  |  |  |  |
|  | 4      | DWG KIA      | 3      |                           | DWG KIA                   | 2                         |         |         |    |    |           |           |           |  |  |  |  |  |  |  |  |  |  |
|  | 4      | DWG KIA      | 3      |                           | DWG KIA                   | 2                         |         |         |    |    |           |           |           |  |  |  |  |  |  |  |  |  |  |
|  | 5      | kt Rolster   | 2      |                           |                           |                           |         |         |    |    |           |           |           |  |  |  |  |  |  |  |  |  |  |
|  | 5      | kt Rolster   | 2      |                           |                           |                           |         |         |    |    |           |           |           |  |  |  |  |  |  |  |  |  |  |

Nguồn: LoL Esports

## Điểm tích luỹ
| VT | Đội                 | MX | MH  | Tổng cộng | Giành quyền tham dự                             |
| -- | ------------------- | -- | --- | --------- | ----------------------------------------------- |
| 1  | Gen.G               | 70 | AQ  | AQ        | Chung kết thế giới 2022                         |
| 2  | T1                  | 90 | 100 | 190       | Chung kết thế giới 2022                         |
| 3  | DWG KIA             | 50 | 50  | 100       | Lọt vào Chung kết nhánh thắng Vòng loại khu vực |
| 4  | Liiv Sandbox        | 0  | 80  | 80        | Lọt vào Chung kết nhánh thắng Vòng loại khu vực |
| 5  | KT Rolster          | 0  | 30  | 30        | Lọt vào Bán kết nhánh thua Vòng loại khu vực    |
| 6  | DRX                 | 20 | 10  | 30        | Lọt vào Bán kết nhánh thua Vòng loại khu vực    |
| 7  | Kwangdong Freecs    | 30 | 0   | 30        |                                                 |
| 8  | Fredit Brion        | 10 | 0   | 10        |                                                 |
| 9  | Nongshim RedForce   | 0  | 0   | 0         |                                                 |
| 10 | Hanwha Life Esports | 0  | 0   | 0         |                                                 |

## Vòng loại khu vực
Vòng loại khu vực là giải đấu bao gồm bốn đội đứng đầu LCK dựa trên số điểm vô địch (trừ 2 đội đã đủ điều kiện trực tiếp tham gia Chung kết thế giới 2022). Hai đội đứng đầu đối đầu với nhau, đội chiến thắng giành được một suất tham dự Chung kết thế giới. Đồng thời, hai đội đứng sau thi đấu với nhau, đội thua sẽ bị loại. Hai đội còn lại sau đó tranh giành suất LCK cuối cùng tại Chung kết thế giới 2022.
|  |                    |                    |                    |              |     |                       |                       |                       |  |  |                                          |                                          |                                          |
|  |                    |                    |                    |              |     | Chung kết nhánh thắng | Chung kết nhánh thắng | Chung kết nhánh thắng |  |  | Đủ điều kiện tham gia Chung kết thế giới | Đủ điều kiện tham gia Chung kết thế giới | Đủ điều kiện tham gia Chung kết thế giới |
|  |                    |                    |                    |              |     | Chung kết nhánh thắng | Chung kết nhánh thắng | Chung kết nhánh thắng |  |  | Đủ điều kiện tham gia Chung kết thế giới | Đủ điều kiện tham gia Chung kết thế giới | Đủ điều kiện tham gia Chung kết thế giới |
|  |                    |                    |                    |              |     |                       |                       |                       |  |  |                                          |                                          |                                          |
|  |                    |                    |                    |              |     |                       |                       |                       |  |  |                                          |                                          |                                          |
|  |                    |                    | 3                  | DWG KIA      | 3   |                       |                       |                       |  |  |                                          |                                          |                                          |
|  |                    |                    | 3                  | DWG KIA      | 3   | DWG KIA               |                       |                       |  |  |                                          |                                          |                                          |
|  |                    |                    | 4                  | Liiv Sandbox | 1   |                       |                       |                       |  |  |                                          |                                          |                                          |
|  |                    |                    | 4                  | Liiv Sandbox | 1   |                       |                       |                       |  |  |                                          |                                          |                                          |
|  |                    |                    |                    |              |     |                       |                       |                       |  |  |                                          |                                          |                                          |
|  |                    |                    |                    |              |     |                       |                       |                       |  |  |                                          |                                          |                                          |
|  | Bán kết nhánh thua | Bán kết nhánh thua | Bán kết nhánh thua |              |     | Chung kết nhánh thua  | Chung kết nhánh thua  | Chung kết nhánh thua  |  |  | Đủ điều kiện tham gia Chung kết thế giới | Đủ điều kiện tham gia Chung kết thế giới | Đủ điều kiện tham gia Chung kết thế giới |
|  | Bán kết nhánh thua | Bán kết nhánh thua | Bán kết nhánh thua |              |     | Chung kết nhánh thua  | Chung kết nhánh thua  | Chung kết nhánh thua  |  |  | Đủ điều kiện tham gia Chung kết thế giới | Đủ điều kiện tham gia Chung kết thế giới | Đủ điều kiện tham gia Chung kết thế giới |
|  |                    |                    |                    |              |     |                       |                       |                       |  |  |                                          |                                          |                                          |
|  |                    |                    |                    |              |     |                       |                       |                       |  |  |                                          |                                          |                                          |
|  |                    |                    |                    |              |     | 4                     | Liiv Sandbox          | 2                     |  |  |                                          |                                          |                                          |
|  |                    |                    |                    |              | DRX | 4                     | Liiv Sandbox          | 2                     |  |  |                                          |                                          |                                          |
|  | 5                  | KT Rolster         | 2                  |              |     | 6                     | DRX                   | 3                     |  |  |                                          |                                          |                                          |
|  | 5                  | KT Rolster         | 2                  |              |     | 6                     | DRX                   | 3                     |  |  |                                          |                                          |                                          |
|  | 6                  | DRX                | 3                  |              |     |                       |                       |                       |  |  |                                          |                                          |                                          |
|  | 6                  | DRX                | 3                  |              |     |                       |                       |                       |  |  |                                          |                                          |                                          |

Nguồn: LoL Esports

## Giải thưởng

### Giải Mùa Xuân
- MVP: Keria, T1[4]

- Đội hình tiêu biểu 1:[5]

| Đội hình tiêu biểu 1 | Đội hình tiêu biểu 1 | Đội hình tiêu biểu 1 | Đội hình tiêu biểu 1 | Đội hình tiêu biểu 1 | Đội hình tiêu biểu 1 |
| Vị trí               | Đường trên           | Đi rừng              | Đường giữa           | Đường dưới           | Hỗ trợ               |
| -------------------- | -------------------- | -------------------- | -------------------- | -------------------- | -------------------- |
| Tuyển thủ            | Zeus                 | Canyon               | Faker                | Gumayusi             | Keria                |
| Đội                  | T1                   | DWG KIA              | T1                   | T1                   | T1                   |

### Giải Mùa Hè
- MVP: Ruler, Gen.G[6]

- Đội hình tiêu biểu 1:[7]

| Đội hình tiêu biểu 1 | Đội hình tiêu biểu 1 | Đội hình tiêu biểu 1 | Đội hình tiêu biểu 1 | Đội hình tiêu biểu 1 | Đội hình tiêu biểu 1 |
| Vị trí               | Đường trên           | Đi rừng              | Đường giữa           | Đường dưới           | Hỗ trợ               |
| -------------------- | -------------------- | -------------------- | -------------------- | -------------------- | -------------------- |
| Tuyển thủ            | Zeus                 | Peanut               | Chovy                | Ruler                | Lehends              |
| Đội                  | T1                   | Gen.G                | Gen.G                | Gen.G                | Gen.G                |